# Biển Marmara

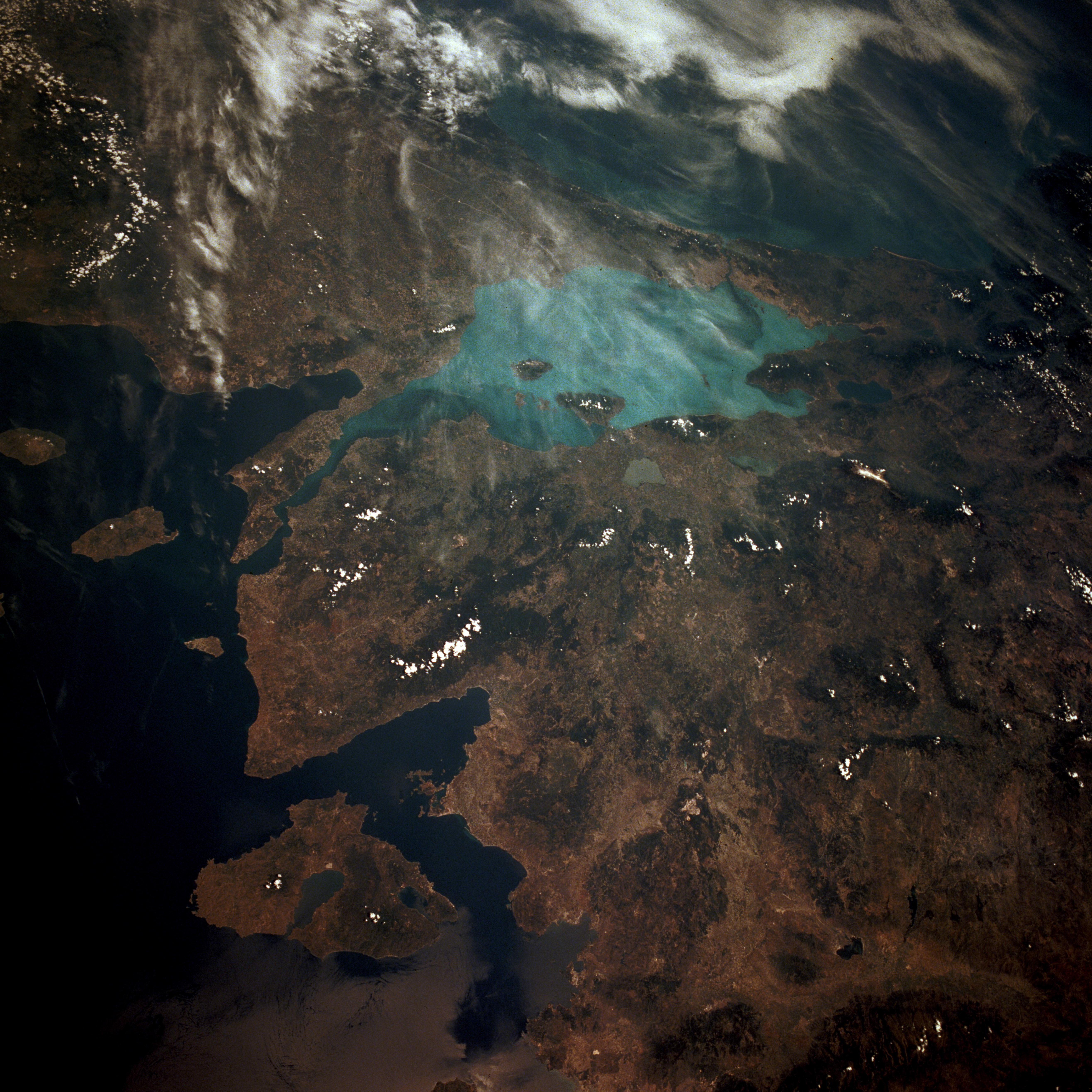
Ảnh biển Marmara nhìn từ không gian (STS-40, 1991). Quầng nước xanh nhạt là biển Marmara.

Biển Marmara (tiếng Thổ Nhĩ Kỳ: Marmara Denizi), còn gọi là biển Marmora, trong văn kiện cổ đại Hy-La mang tên Propontis, là một biển nội địa, nằm hoàn toàn trong biên giới Thổ Nhĩ Kỳ, là biển tiếp nối giữa biển Đen và biển Aegea. Eo biển Bosphorus nối nó với biển Đen còn eo Dardanelles nối ra biển Aegea. Eo Bosphorus còn tách Istanbul ra phần châu Âu và châu Á. Biển Marmara là biển nhỏ nhất thế giới. Nó có diện tích bề mặt 11.350 km2 (4.380 dặm vuông Anh), kích thước 280 km × 80 km (174 mi × 50 mi). Biển này đạt độ sâu tối đa 1.370 m (4.490 ft).

## Tên gọi
Biển Marmara lấy tên từ đảo Marmara, mà lại bắt nguồn từ μάρμαρον (marmaron), "đá hoa" trong tiếng Hy Lạp, do đó là thứ đá dồi dào trên đảo.
Tên tiếng Hy Lạp cổ Propontis tạo nên từ tiền tố pro- (trước) và gốc từ pontos (biển), do người Hy Lạp từng phải chèo thuyền qua đây để đến biển Đen, Pontos.

## Địa lý
Độ mặn nước mặt trung bình của biển là 22‰, cao hơn của biển Đen một chút, nhưng chỉ bằng 2/3 của hầu hết đại dương. Lớp nước đáy mặn hơn nhiều, đạt trung bình 38‰, xấp xỉ độ mặn của Địa Trung Hải. Thứ nước mặn này không trồi lên nước mặt, giống với ở biển Đen. Nước từ sông Simav, Biga (Granicus) và Gonen cũng làm nhạt nước. Trừ một ít nước từ Thrace đổ vào, biển Marmara nhận nước chủ yếu từ Tiểu Á.
Trong biển có quần đảo Hoàng Tử, đảo Marmara, Avşa và Paşalimanı.
Vùng ven bờ mạn nam Marmara bị cắt xẻ mạnh, có các vịnh İzmit (tiếng Thổ Nhĩ Kỳ: İzmit Körfezi), vịnh Gemlik (tiếng Thổ Nhĩ Kỳ: Gemlik Körfezi), vịnh Bandırma (tiếng Thổ Nhĩ Kỳ: Bandırma Körfezi) và vịnh Erdek (tiếng Thổ Nhĩ Kỳ: Erdek Körfezi). Trong một cơn bão ngày 29 tháng 12 năm 1999, tàu chở dầu Nga Volgoneft đắm trên biển Marmara, làm đổ 1.500 tấn dầu xuống biển.

## Thị trấn, thành phố
Những thị trấn và thành phố nằm dọc bờ biển Marmara là:
| Tỉnh Istanbul Istanbul Adalar Bakırköy Bostancı Kadıköy Kartal Kumkapı Pendik Üsküdar Yeşilköy Zeytinburnu Büyükçekmece Kumburgaz Silivri Tuzla | Tỉnh Balıkesir Bandırma Erdek Gönen Marmara Tỉnh Bursa Gemlik Karacabey Mudanya Tỉnh Çanakkale Biga Gelibolu Lapseki | Tỉnh Kocaeli Derince Eskihisar Gebze Gölcük Hereke İzmit (Pr. Cap) Karamürsel Körfez Tỉnh Tekirdağ Marmara Ereğli Şarköy Tekirdağ (Pr. Cap) | Tỉnh Yalova Altınova Armutlu Çiftlikköy Çınarcık Termal Yalova (Pr. Cap) |

## Hình ảnh

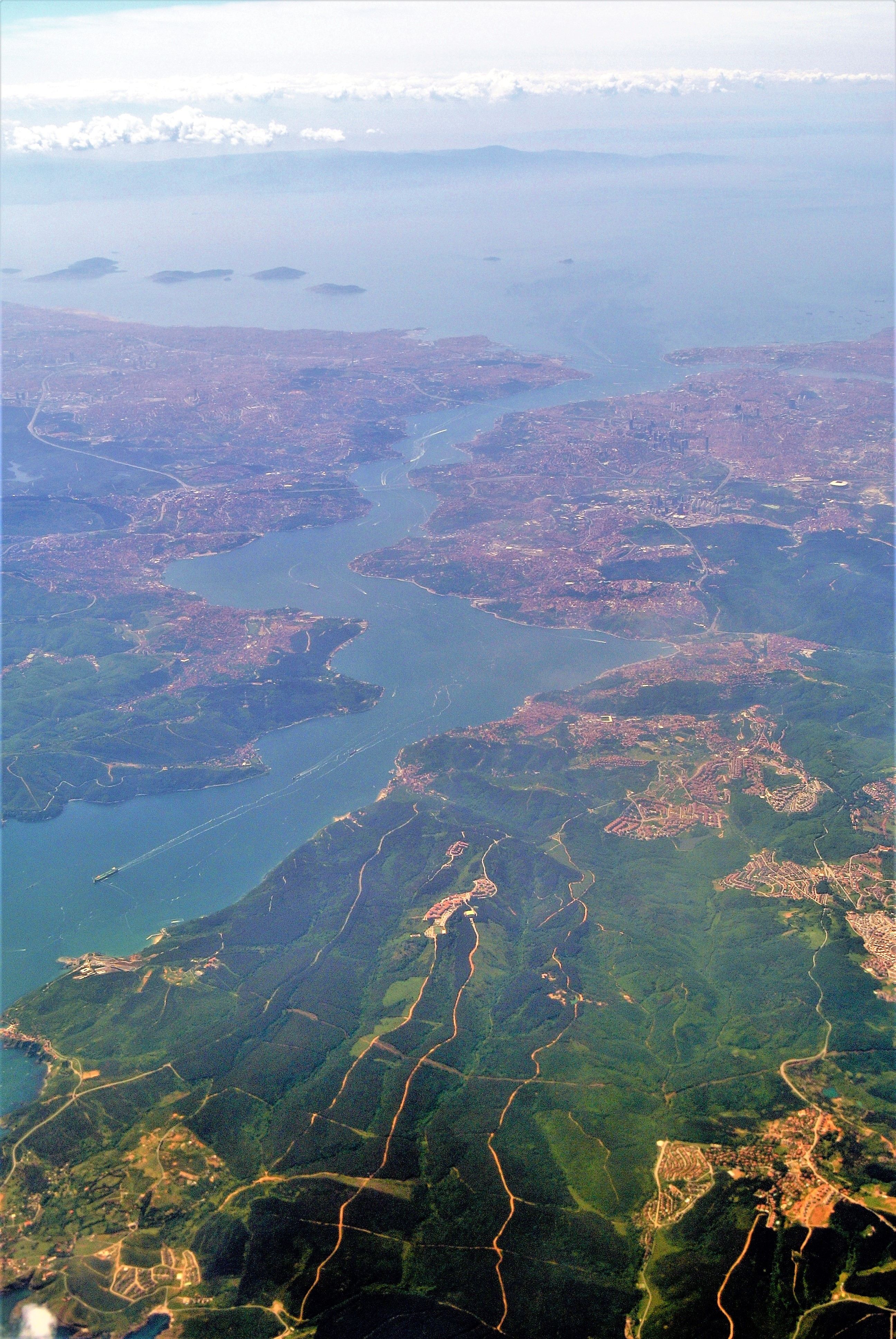
Eo Bosphorus nhìn từ trên cao,
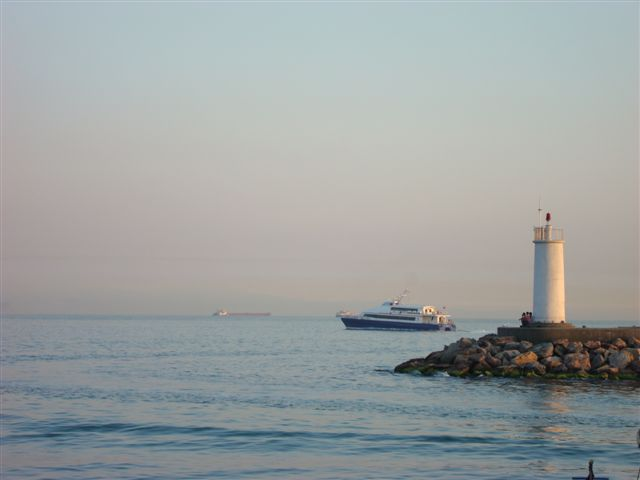
Biển Marmara trông từ Istanbul (Kumkapı)
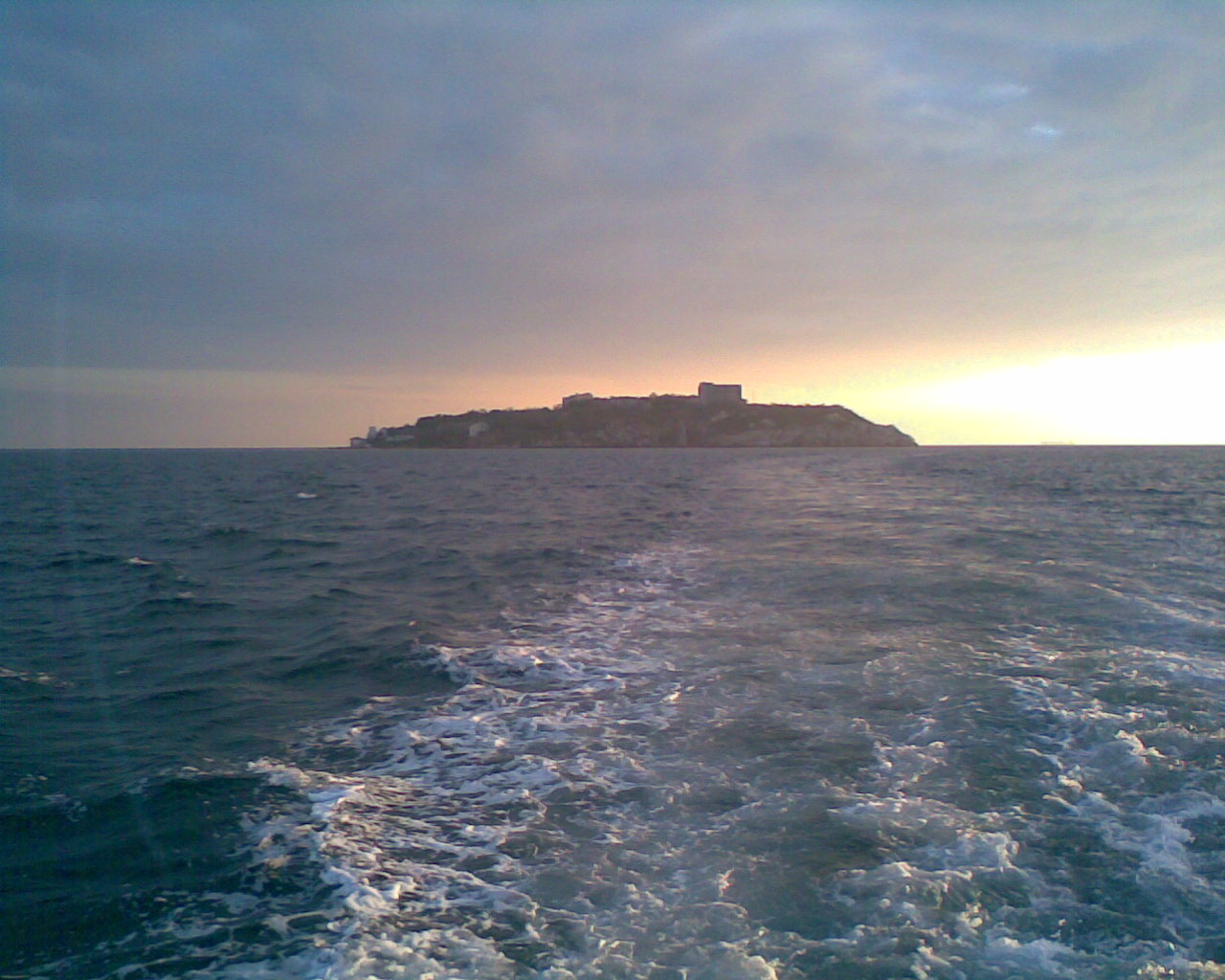
Biển Marmara với Yassıada ở phía xa
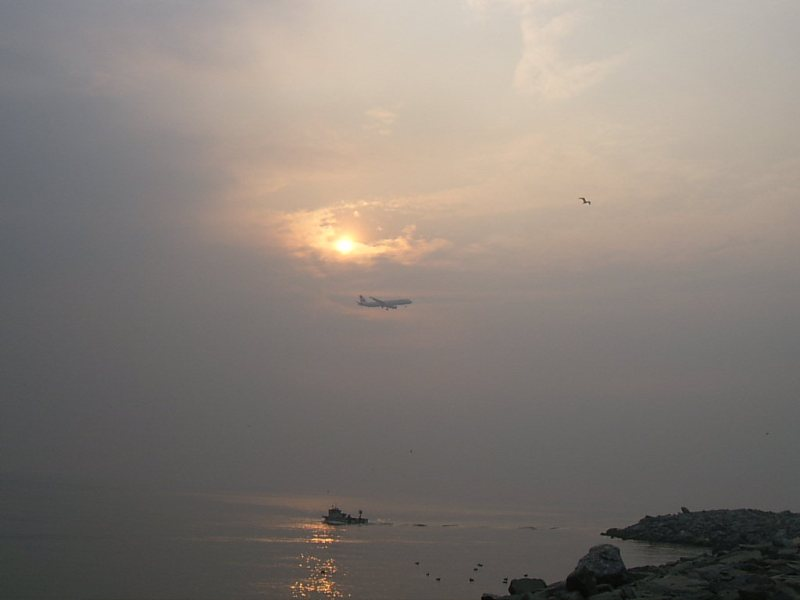
Biển Marmara nhìn từ Yeşilköy
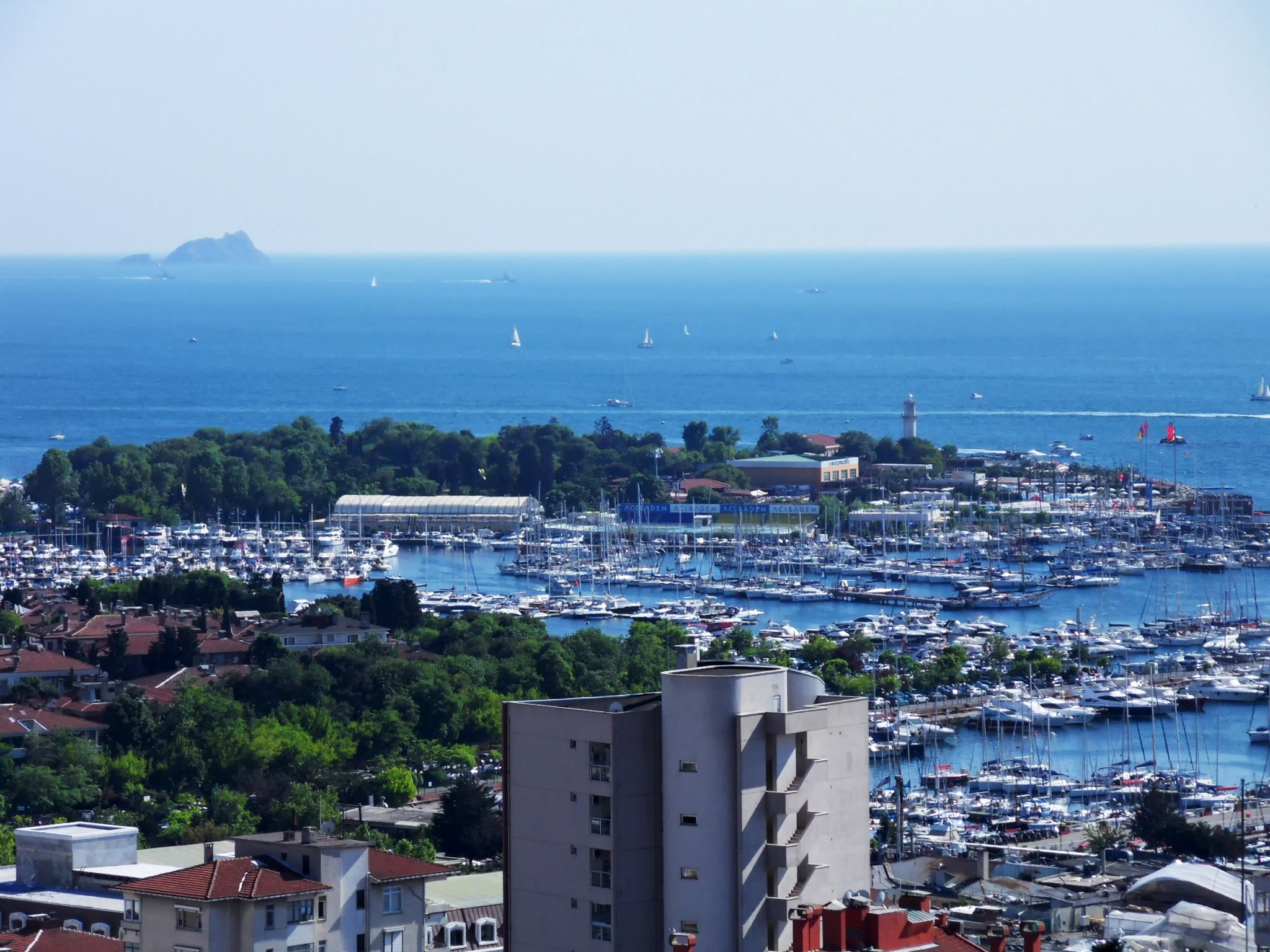
Biển Marmara nhìn từ Kadıköy